# Copa Ecuador 2024
La Copa Ecuador 2024, llamada oficialmente «Copa Ecuador DirecTV PlayGreen 2024» por motivos de patrocinio, fue la 3.ª edición de esta competición de la Copa Ecuador. Inició el 19 de junio y finalizó el 27 de noviembre. El torneo fue organizado por la Federación Ecuatoriana de Fútbol y participaron clubes de Serie A, Serie B, Segunda Categoría y Fútbol Amateur.
El equipo campeón, El Nacional, alcanzó su primer título bajo el formato de eliminación directa y clasificó a la Copa Libertadores 2025 y disputó la Supercopa de Ecuador del mismo año, ante el campeón de la Serie A de Ecuador 2024.

## Sistema de competición
El torneo para esta edición cambió su formato en relación con la última edición celebrada en 2022, contó con 49 equipos participantes: los 16 de Serie A 2024, los 10 de Serie B 2024, 21 equipos de Segunda Categoría 2023 (campeones de los campeonatos provinciales) y 2 equipos representantes del Fútbol Amateur 2023.
En la Primera fase (2 equipos), el equipo de la Segunda Categoría que se ubicó en el último puesto de la tabla general de rendimiento de la temporada 2023, además del subcampeón del Fútbol Amateur 2023, fueron emparejados en una llave, jugando bajo el sistema de eliminación directa a partido único. El ganador avanzó a la Segunda fase clasificatoria.
En la Segunda fase (32 equipos), los 10 equipos de la Serie B, los restantes 20 equipos de Segunda Categoría, el campeón del Fútbol Amateur y el ganador de la Primera fase clasificatoria; fueron emparejados mediante sorteo en 16 llaves, jugando bajo el sistema de eliminación directa a partido único. Los 16 ganadores de las llaves clasificaron a los Dieciseisavos de final.
En los Dieciseisavos de final (32 equipos), los 16 equipos de Serie A y los 16 equipos clasificados de la Primera fase, fueron emparejados por sorteo en 16 llaves. A partir de esta fase se jugaron Octavos de final, Cuartos de final, Semifinales y Final bajo el sistema de eliminación directa.
Localía del partido: La Primera, Segunda fase, los Dieciseisavos de final, Octavos, Cuartos, y la Final fueron a partido único, en el estadio de los equipos de menor categoría o en caso de que los dos equipos pertenecían a la misma división se jugó en la sede del equipo mejor ubicado en la temporada 2023 o en el ranking de clubes Conmebol 2024 según correspondió. Para las Semifinales que fueron a partidos de ida y vuelta la localía en la revancha tuvo el mismo criterio usado en los partidos únicos. La Final se disputó en una sede neutral definida por la organización en la previa del partido decisivo.
Clasificación a torneos Conmebol: El equipo que quedó campeón clasificó como Ecuador 4 a la Copa Libertadores 2025. En caso de que el campeón estuviese clasificado a la Copa Libertadores como Ecuador 1, 2 o 3, el cupo de Ecuador 4 lo obtendría el subcampeón o el equipo de mejor rendimiento en este torneo y que no estuviese clasificado a ningún torneo internacional.

### Formato
Los 49 equipos fueron divididos de la siguiente manera en las fases iniciales del torneo.
| Fase                   | N.° de participantes | Equipos que entran en esta fase                                                                    | Equipos que provienen de la fase anterior              |
| ---------------------- | -------------------- | -------------------------------------------------------------------------------------------------- | ------------------------------------------------------ |
| Primera fase           | 2 (1+1) → 1          | - 1 club de Segunda Categoría 2023 - 1 club del Fútbol Amateur 2023                                |                                                        |
| Segunda fase           | 32 (20+10+1+1) → 16  | - 20 clubes de Segunda Categoría 2023 - 10 clubes de Serie B 2024 - 1 club del Fútbol Amateur 2023 | - 1 club clasificado de la Primera fase                |
| Dieciseisavos de final | 32 (16+16) → 16      | - 16 clubes de Serie A 2024                                                                        | - 16 clubes clasificados de la Segunda fase            |
| Octavos de final       | 16 → 8               | | - 16 clubes clasificados de los dieciseisavos de final |
| Cuartos de final       | 8 → 4                | | - 8 clubes clasificados de los octavos de final        |
| Semifinales            | 4 → 2                | | - 4 clubes clasificados de los cuartos de final        |
| Final                  | 2 → 1                | | - 2 clubes clasificados de las semifinales             |

### Calendario
Las fases fueron programadas de la siguiente manera por la FEF.
| Fase                   | Sorteo              | Fecha                            |
| ---------------------- | ------------------- | -------------------------------- |
| Primera fase           | 12 de junio de 2024 | 19 de junio                      |
| Segunda fase           | 12 de junio de 2024 | 21 de junio al 7 de julio        |
| Dieciseisavos de final | 8 de julio de 2024  | 19 de julio al 15 de agosto      |
| Octavos de final       | 8 de julio de 2024  | 21 de agosto al 8 de septiembre  |
| Cuartos de final       | 8 de julio de 2024  | 19 de septiembre al 2 de octubre |
| Semifinales            | 8 de julio de 2024  | 22 al 31 de octubre              |
| Final                  | 8 de julio de 2024  | 27 de noviembre                  |

## Equipos participantes
| Serie A 2024           | Serie A 2024          | Serie A 2024            | Serie A 2024          |
| ---------------------- | --------------------- | ----------------------- | --------------------- |
| Aucas                  | Deportivo Cuenca      | Independiente del Valle | Mushuc Runa           |
| Barcelona              | El Nacional           | Libertad                | Orense                |
| Cumbayá                | Emelec                | Liga de Quito           | Técnico Universitario |
| Delfín                 | Imbabura              | Macará                  | Universidad Católica  |
| Serie B 2024           |                       |                         |                       |
| 9 de Octubre           | Gualaceo              | Leones del Norte        | Vargas Torres         |
| Chacaritas             | Guayaquil City        | Manta                   |                       |
| Cuniburo               | Independiente Juniors | San Antonio             |                       |
| Segunda Categoría 2023 |                       |                         |                       |
| Atlético Quinindé      | Dunamis 04            | La Unión                | Río Babahoyo          |
| Baños Ciudad de Fuego  | Ecuagenera            | Liga de Cuenca          | Tumbaco AV25          |
| Bonita Banana          | Junior                | Mineros                 | Vicentino Dragons     |
| Deportivo Coca         | La Cantera            | Naranja Mekánica        |                       |
| Dep. Santa Elena       | La Castellana         | Olmedo                  |                       |
| Dep. Santo Domingo     | La Paz                | Río Aguarico            |                       |
| Fútbol Amateur 2023    |                       |                         |                       |
| Grupo 7                | Quito                 |                         |                       |

### Distribución geográfica de los equipos
| Provincia                                   | N.° Equipos |
| ------------------------------------------- | ----------- |
| Provincia de Pichincha                      | 10          |
| Provincia de Guayas                         | 5           |
| Provincia de Tungurahua                     | 5           |
| Provincia de Manabí                         | 4           |
| Provincia de Azuay                          | 3           |
| Provincia de Imbabura                       | 3           |
| Provincia de El Oro                         | 2           |
| Provincia de Esmeraldas                     | 2           |
| Provincia de Loja                           | 2           |
| Provincia de Bolívar                        | 1           |
| Provincia de Cañar                          | 1           |
| Provincia de Carchi                         | 1           |
| Provincia de Chimborazo                     | 1           |
| Provincia de Cotopaxi                       | 1           |
| Provincia de Los Ríos                       | 1           |
| Provincia de Morona Santiago                | 1           |
| Provincia de Orellana                       | 1           |
| Provincia de Pastaza                        | 1           |
| Provincia de Santa Elena                    | 1           |
| Provincia de Santo Domingo de los Tsáchilas | 1           |
| Provincia de Sucumbíos                      | 1           |
| Provincia de Zamora Chinchipe               | 1           |
| Provincia de Galápagos                      | 0           |
| Provincia de Napo                           | 0           |

## Fase clasificatoria

### Primera fase
Esta fase la disputaron el equipo de Segunda Categoría peor ubicado en la tabla general de rendimiento 2023 y un representante del Fútbol Amateur (subcampeón). Se enfrentaron el 19 de junio de 2024 y clasificó un equipo a la segunda fase clasificatoria. El sorteo se realizó el 12 de junio de 2024.
| Fecha       | Estadio                    | Local | Resultado | Visitante         | Llave |
| ----------- | -------------------------- | ----- | --------- | ----------------- | ----- |
| 19 de junio | Liga Cantonal de Tabacundo | Quito | 0 - 1     | Atlético Quinindé | P1    |

### Segunda fase
Esta fase la disputaron los 10 equipos de Serie B, los 20 clubes restantes de Segunda Categoría, el campeón del Fútbol Amateur y el ganador de la primera fase clasificatoria. Se enfrentaron entre el 21 de junio y el 7 de julio de 2024 y clasificaron 16 equipos a los Dieciseisavos de final. El sorteo se realizó el 12 de junio de 2024.
| Fecha       | Estadio                   | Local                   | Resultado      | Visitante             | Llave |
| ----------- | ------------------------- | ----------------------- | -------------- | --------------------- | ----- |
| 21 de junio | Federativo de Guaranda    | Mineros                 | 3 - 3 (3:4 p.) | Cuniburo              | S1    |
| 21 de junio | Tito Marcelo Navarrete    | Vicentino Dragons       | 1 - 0          | Deportivo Coca        | S2    |
| 22 de junio | Crnl. José Silva Romo     | Baños Ciudad de Fuego   | 1 - 1 (5:4 p.) | Vargas Torres         | S4    |
| 22 de junio | Etho Vega Baquero         | Deportivo Santo Domingo | 1 - 0          | Río Babahoyo          | S12   |
| 23 de junio | Olímpico de Tulcán        | Dunamis 04              | 0 - 2          | La Paz                | S7    |
| 23 de junio | Carlos Vernaza            | Río Aguarico            | 0 - 2          | Leones del Norte      | S13   |
| 28 de junio | Municipal Daring          | Santa Elena Sumpa       | 2 - 0          | San Antonio           | S14   |
| 28 de junio | Municipal de Catacocha    | La Castellana           | 1 - 1 (5:4 p.) | Atlético Quinindé     | S6    |
| 29 de junio | Metropolitano Eloy Alfaro | Grupo 7                 | 0 - 2          | Independiente Juniors | S15   |
| 29 de junio | Municipal de Yantzaza     | Ecuagenera              | 0 - 1          | Manta                 | S3    |
| 30 de junio | Federativo de Guaranda    | Olmedo                  | 1 - 0          | Gualaceo              | S16   |
| 3 de julio  | Alejandro Serrano Aguilar | Liga de Cuenca          | 4 - 0          | Junior                | S5    |
| 3 de julio  | La Cocha                  | La Unión                | 1 - 3          | Bonita Banana         | S10   |
| 7 de julio  | Víctor Hugo Georgis       | La Cantera              | 1 - 1 (3:1 p.) | 9 de Octubre          | S8    |
| 7 de julio  | Los Chirijos              | Naranja Mekánica        | 0 - 1          | Guayaquil City        | S11   |
| 7 de julio  | Olímpico Atahualpa        | AV25                    | 1 - 0          | Chacaritas            | S9    |

## Fases finales
El cuadro final lo disputaron los 16 equipos clasificados de la fase previa y los 16 equipos de la Serie A, comenzando con los dieciseisavos de final. El sorteo se llevó a cabo el 8 de julio de 2024.

### Cuadro de desarrollo
|  | Dieciseisavos de final                    | Dieciseisavos de final      | Dieciseisavos de final                    |                       |                       | Octavos de final                | Octavos de final                | Octavos de final                |   |                       | Cuartos de final                 | Cuartos de final                 | Cuartos de final                 |  |  | Semifinales             | Semifinales         | Semifinales         | Semifinales         | Semifinales             |   |  | Final           | Final           | Final           |  |
|  | 19 de julio al 15 de agosto               | 19 de julio al 15 de agosto | 19 de julio al 15 de agosto               |                       |                       | 21 de agosto al 8 de septiembre | 21 de agosto al 8 de septiembre | 21 de agosto al 8 de septiembre |   |                       | 19 de septiembre al 2 de octubre | 19 de septiembre al 2 de octubre | 19 de septiembre al 2 de octubre |  |  | 22 al 31 de octubre     | 22 al 31 de octubre | 22 al 31 de octubre | 22 al 31 de octubre | 22 al 31 de octubre     |   |  | 27 de noviembre | 27 de noviembre | 27 de noviembre |  |
|  |                                           |                             |                                           |                       |                       |                                 |                                 |                                 |   |                       |                                  |                                  |                                  |  |  |                         |                     |                     |                     |                         |   |  |                 |                 |                 |  |
|  |                                           |                             |                                           |                       |                       |                                 |                                 |                                 |   |                       |                                  |                                  |                                  |  |  |                         |                     |                     |                     |                         |   |  |                 |                 |                 |  |
|  |                                           | Independiente del Valle     | 0 (3)                                     |                       |                       |                                 |                                 |                                 |   |                       |                                  |                                  |                                  |  |  |                         |                     |                     |                     |                         |   |  |                 |                 |                 |  |
|  |                                           |                             |                                           |                       |                       |                                 |                                 |                                 |   |                       |                                  |                                  |                                  |  |  |                         |                     |                     |                     |                         |   |  |                 |                 |                 |  |
|  | Bandera de Chimborazo                     | Olmedo                      | 0 (2)                                     |                       |                       |                                 |                                 |                                 |   |                       |                                  |                                  |                                  |  |  |                         |                     |                     |                     |                         |   |  |                 |                 |                 |  |
|  | Bandera de Chimborazo                     | Olmedo                      | 0 (2)                                     |                       |                       | Independiente del Valle         | 2                               |                                 |   |                       |                                  |                                  |                                  |  |  |                         |                     |                     |                     |                         |   |  |                 |                 |                 |  |
|  |                                           |                             |                                           |                       |                       |                                 |                                 |                                 |   |                       |                                  |                                  |                                  |  |  |                         |                     |                     |                     |                         |   |  |                 |                 |                 |  |
|  |                                           |                             |                                           | Cuniburo              | 1                     |                                 |                                 |                                 |   |                       |                                  |                                  |                                  |  |  |                         |                     |                     |                     |                         |   |  |                 |                 |                 |  |
|  | Bandera de Tungurahua                     | Macará                      | 1                                         | Cuniburo              | 1                     |                                 |                                 |                                 |   |                       |                                  |                                  |                                  |  |  |                         |                     |                     |                     |                         |   |  |                 |                 |                 |  |
|  | Bandera de Tungurahua                     | Macará                      | 1                                         |                       |                       |                                 |                                 |                                 |   |                       |                                  |                                  |                                  |  |  |                         |                     |                     |                     |                         |   |  |                 |                 |                 |  |
|  |                                           | Cuniburo                    | 3                                         |                       |                       |                                 |                                 |                                 |   |                       |                                  |                                  |                                  |  |  |                         |                     |                     |                     |                         |   |  |                 |                 |                 |  |
|  |                                           |                             |                                           |                       |                       |                                 |                                 | Independiente del Valle         | 2 |                       |                                  |                                  |                                  |  |  |                         |                     |                     |                     |                         |   |  |                 |                 |                 |  |
|  |                                           |                             |                                           |                       |                       |                                 |                                 |                                 | 2 |                       |                                  |                                  |                                  |  |  |                         |                     |                     |                     |                         |   |  |                 |                 |                 |  |
|  |                                           |                             | Bandera de Guayas                         | Guayaquil City        | 1                     |                                 |                                 |                                 |   |                       |                                  |                                  |                                  |  |  |                         |                     |                     |                     |                         |   |  |                 |                 |                 |  |
|  | Bandera de Manabí                         | Delfín                      | Bandera de Guayas                         | Guayaquil City        | 1                     | 1 (5)                           |                                 |                                 |   |                       |                                  |                                  |                                  |  |  |                         |                     |                     |                     |                         |   |  |                 |                 |                 |  |
|  | Bandera de Manabí                         | Delfín                      |                                           |                       |                       |                                 |                                 |                                 |   |                       |                                  |                                  |                                  |  |  |                         |                     |                     |                     |                         |   |  |                 |                 |                 |  |
|  | Bandera de Azuay                          | Liga de Cuenca              | 1 (3)                                     |                       |                       |                                 |                                 |                                 |   |                       |                                  |                                  |                                  |  |  |                         |                     |                     |                     |                         |   |  |                 |                 |                 |  |
|  | Bandera de Azuay                          | Liga de Cuenca              | 1 (3)                                     |                       | Bandera de Manabí     | Delfín                          | 1                               |                                 |   |                       |                                  |                                  |                                  |  |  |                         |                     |                     |                     |                         |   |  |                 |                 |                 |  |
|  |                                           |                             |                                           |                       | Bandera de Manabí     | Delfín                          | 1                               |                                 |   |                       |                                  |                                  |                                  |  |  |                         |                     |                     |                     |                         |   |  |                 |                 |                 |  |
|  |                                           |                             | Bandera de Guayas                         | Guayaquil City        | 3                     |                                 |                                 |                                 |   |                       |                                  |                                  |                                  |  |  |                         |                     |                     |                     |                         |   |  |                 |                 |                 |  |
|  |                                           | Cumbayá                     | Bandera de Guayas                         | Guayaquil City        | 3                     | 0                               |                                 |                                 |   |                       |                                  |                                  |                                  |  |  |                         |                     |                     |                     |                         |   |  |                 |                 |                 |  |
|  |                                           |                             |                                           |                       |                       | 0                               |                                 |                                 |   |                       |                                  |                                  |                                  |  |  |                         |                     |                     |                     |                         |   |  |                 |                 |                 |  |
|  | Bandera de Guayas                         | Guayaquil City              | 3                                         |                       |                       |                                 |                                 |                                 |   |                       |                                  |                                  |                                  |  |  |                         |                     |                     |                     |                         |   |  |                 |                 |                 |  |
|  | Bandera de Guayas                         | Guayaquil City              | 3                                         |                       |                       |                                 |                                 |                                 |   |                       |                                  |                                  |                                  |  |  | Independiente del Valle | 1                   | 1                   | 2 (6)               |                         |   |  |                 |                 |                 |  |
|  |                                           |                             |                                           |                       |                       |                                 |                                 |                                 |   |                       |                                  |                                  |                                  |  |  | Independiente del Valle | 1                   | 1                   | 2 (6)               |                         |   |  |                 |                 |                 |  |
|  |                                           |                             |                                           | Universidad Católica  | 0                     | 2                               | 2 (5)                           |                                 |   |                       |                                  |                                  |                                  |  |  |                         |                     |                     |                     |                         |   |  |                 |                 |                 |  |
|  | Bandera de Guayas                         | Emelec                      | 1 (6)                                     | Universidad Católica  | 0                     | 2                               | 2 (5)                           |                                 |   |                       |                                  |                                  |                                  |  |  |                         |                     |                     |                     |                         |   |  |                 |                 |                 |  |
|  | Bandera de Guayas                         | Emelec                      | 1 (6)                                     |                       |                       |                                 |                                 |                                 |   |                       |                                  |                                  |                                  |  |  |                         |                     |                     |                     |                         |   |  |                 |                 |                 |  |
|  |                                           | AV25                        | 1 (5)                                     |                       |                       |                                 |                                 |                                 |   |                       |                                  |                                  |                                  |  |  |                         |                     |                     |                     |                         |   |  |                 |                 |                 |  |
|  |                                           | AV25                        | 1 (5)                                     | Bandera de Guayas     | Emelec                | 0 (2)                           |                                 |                                 |   |                       |                                  |                                  |                                  |  |  |                         |                     |                     |                     |                         |   |  |                 |                 |                 |  |
|  |                                           |                             |                                           | Bandera de Guayas     | Emelec                | 0 (2)                           |                                 |                                 |   |                       |                                  |                                  |                                  |  |  |                         |                     |                     |                     |                         |   |  |                 |                 |                 |  |
|  |                                           |                             | Bandera de Tungurahua                     | Técnico Universitario | 0 (3)                 |                                 |                                 |                                 |   |                       |                                  |                                  |                                  |  |  |                         |                     |                     |                     |                         |   |  |                 |                 |                 |  |
|  | Bandera de Tungurahua                     | Técnico Universitario       | Bandera de Tungurahua                     | Técnico Universitario | 0 (3)                 | 3                               |                                 |                                 |   |                       |                                  |                                  |                                  |  |  |                         |                     |                     |                     |                         |   |  |                 |                 |                 |  |
|  | Bandera de Tungurahua                     | Técnico Universitario       |                                           |                       |                       |                                 |                                 |                                 |   |                       |                                  |                                  |                                  |  |  |                         |                     |                     |                     |                         |   |  |                 |                 |                 |  |
|  | Bandera de Pastaza                        | La Cantera                  | 0                                         |                       |                       |                                 |                                 |                                 |   |                       |                                  |                                  |                                  |  |  |                         |                     |                     |                     |                         |   |  |                 |                 |                 |  |
|  | Bandera de Pastaza                        | La Cantera                  | 0                                         |                       |                       |                                 |                                 |                                 |   | Bandera de Tungurahua | Técnico Universitario            | 2 (3)                            |                                  |  |  |                         |                     |                     |                     |                         |   |  |                 |                 |                 |  |
|  |                                           |                             |                                           |                       |                       |                                 |                                 |                                 |   | Bandera de Tungurahua | Técnico Universitario            | 2 (3)                            |                                  |  |  |                         |                     |                     |                     |                         |   |  |                 |                 |                 |  |
|  |                                           |                             |                                           | Universidad Católica  | 2 (4)                 |                                 |                                 |                                 |   |                       |                                  |                                  |                                  |  |  |                         |                     |                     |                     |                         |   |  |                 |                 |                 |  |
|  |                                           | Universidad Católica        | 1                                         | Universidad Católica  | 2 (4)                 |                                 |                                 |                                 |   |                       |                                  |                                  |                                  |  |  |                         |                     |                     |                     |                         |   |  |                 |                 |                 |  |
|  |                                           |                             |                                           |                       |                       |                                 |                                 |                                 |   |                       |                                  |                                  |                                  |  |  |                         |                     |                     |                     |                         |   |  |                 |                 |                 |  |
|  | Bandera de Manabí                         | La Paz                      | 0                                         |                       |                       |                                 |                                 |                                 |   |                       |                                  |                                  |                                  |  |  |                         |                     |                     |                     |                         |   |  |                 |                 |                 |  |
|  | Bandera de Manabí                         | La Paz                      | 0                                         |                       |                       | Universidad Católica            | 4                               |                                 |   |                       |                                  |                                  |                                  |  |  |                         |                     |                     |                     |                         |   |  |                 |                 |                 |  |
|  |                                           |                             |                                           |                       |                       |                                 |                                 |                                 |   |                       |                                  |                                  |                                  |  |  |                         |                     |                     |                     |                         |   |  |                 |                 |                 |  |
|  |                                           |                             |                                           | Santa Elena Sumpa     | 1                     |                                 |                                 |                                 |   |                       |                                  |                                  |                                  |  |  |                         |                     |                     |                     |                         |   |  |                 |                 |                 |  |
|  | Bandera de Provincia de Imbabura          | Imbabura                    | 0 (8)                                     | Santa Elena Sumpa     | 1                     |                                 |                                 |                                 |   |                       |                                  |                                  |                                  |  |  |                         |                     |                     |                     |                         |   |  |                 |                 |                 |  |
|  | Bandera de Provincia de Imbabura          | Imbabura                    | 0 (8)                                     |                       |                       |                                 |                                 |                                 |   |                       |                                  |                                  |                                  |  |  |                         |                     |                     |                     |                         |   |  |                 |                 |                 |  |
|  |                                           | Santa Elena Sumpa           | 0 (9)                                     |                       |                       |                                 |                                 |                                 |   |                       |                                  |                                  |                                  |  |  |                         |                     |                     |                     |                         |   |  |                 |                 |                 |  |
|  |                                           |                             |                                           |                       |                       |                                 |                                 |                                 |   |                       |                                  |                                  |                                  |  |  |                         |                     |                     |                     | Independiente del Valle | 0 |  |                 |                 |                 |  |
|  |                                           |                             |                                           |                       |                       |                                 |                                 |                                 |   |                       |                                  |                                  |                                  |  |  |                         |                     |                     |                     |                         | 0 |  |                 |                 |                 |  |
|  |                                           |                             |                                           | El Nacional           | 1                     |                                 |                                 |                                 |   |                       |                                  |                                  |                                  |  |  |                         |                     |                     |                     |                         |   |  |                 |                 |                 |  |
|  |                                           | Liga de Quito               | 0 (3)                                     | El Nacional           | 1                     |                                 |                                 |                                 |   |                       |                                  |                                  |                                  |  |  |                         |                     |                     |                     |                         |   |  |                 |                 |                 |  |
|  |                                           |                             |                                           |                       |                       |                                 |                                 |                                 |   |                       |                                  |                                  |                                  |  |  |                         |                     |                     |                     |                         |   |  |                 |                 |                 |  |
|  | Bandera de El Oro                         | Bonita Banana               | 0 (0)                                     |                       |                       |                                 |                                 |                                 |   |                       |                                  |                                  |                                  |  |  |                         |                     |                     |                     |                         |   |  |                 |                 |                 |  |
|  | Bandera de El Oro                         | Bonita Banana               | 0 (0)                                     |                       |                       | Liga de Quito                   | 3                               |                                 |   |                       |                                  |                                  |                                  |  |  |                         |                     |                     |                     |                         |   |  |                 |                 |                 |  |
|  |                                           |                             |                                           |                       |                       |                                 |                                 |                                 |   |                       |                                  |                                  |                                  |  |  |                         |                     |                     |                     |                         |   |  |                 |                 |                 |  |
|  |                                           |                             | Bandera de Azuay                          | Deportivo Cuenca      | 0                     |                                 |                                 |                                 |   |                       |                                  |                                  |                                  |  |  |                         |                     |                     |                     |                         |   |  |                 |                 |                 |  |
|  | Bandera de Azuay                          | Deportivo Cuenca            | Bandera de Azuay                          | Deportivo Cuenca      | 0                     | 3                               |                                 |                                 |   |                       |                                  |                                  |                                  |  |  |                         |                     |                     |                     |                         |   |  |                 |                 |                 |  |
|  | Bandera de Azuay                          | Deportivo Cuenca            |                                           |                       |                       |                                 |                                 |                                 |   |                       |                                  |                                  |                                  |  |  |                         |                     |                     |                     |                         |   |  |                 |                 |                 |  |
|  | Bandera de Manabí                         | Manta                       | 1                                         |                       |                       |                                 |                                 |                                 |   |                       |                                  |                                  |                                  |  |  |                         |                     |                     |                     |                         |   |  |                 |                 |                 |  |
|  | Bandera de Manabí                         | Manta                       | 1                                         |                       |                       |                                 |                                 |                                 |   |                       | Liga de Quito                    | 0 (1)                            |                                  |  |  |                         |                     |                     |                     |                         |   |  |                 |                 |                 |  |
|  |                                           |                             |                                           |                       |                       |                                 |                                 |                                 |   |                       |                                  |                                  |                                  |  |  |                         |                     |                     |                     |                         |   |  |                 |                 |                 |  |
|  |                                           |                             |                                           | El Nacional           | 0 (3)                 |                                 |                                 |                                 |   |                       |                                  |                                  |                                  |  |  |                         |                     |                     |                     |                         |   |  |                 |                 |                 |  |
|  |                                           | El Nacional                 | 1 (3)                                     | El Nacional           | 0 (3)                 |                                 |                                 |                                 |   |                       |                                  |                                  |                                  |  |  |                         |                     |                     |                     |                         |   |  |                 |                 |                 |  |
|  |                                           |                             |                                           |                       |                       |                                 |                                 |                                 |   |                       |                                  |                                  |                                  |  |  |                         |                     |                     |                     |                         |   |  |                 |                 |                 |  |
|  | Bandera de Tungurahua                     | Baños Ciudad de Fuego       | 1 (1)                                     |                       |                       |                                 |                                 |                                 |   |                       |                                  |                                  |                                  |  |  |                         |                     |                     |                     |                         |   |  |                 |                 |                 |  |
|  | Bandera de Tungurahua                     | Baños Ciudad de Fuego       | 1 (1)                                     |                       |                       | El Nacional                     | 3                               |                                 |   |                       |                                  |                                  |                                  |  |  |                         |                     |                     |                     |                         |   |  |                 |                 |                 |  |
|  |                                           |                             |                                           |                       |                       |                                 |                                 |                                 |   |                       |                                  |                                  |                                  |  |  |                         |                     |                     |                     |                         |   |  |                 |                 |                 |  |
|  |                                           |                             | Bandera de Santo Domingo de los Tsáchilas | Dep. Santo Domingo    | 2                     |                                 |                                 |                                 |   |                       |                                  |                                  |                                  |  |  |                         |                     |                     |                     |                         |   |  |                 |                 |                 |  |
|  | Bandera de El Oro                         | Orense                      | Bandera de Santo Domingo de los Tsáchilas | Dep. Santo Domingo    | 2                     | 1                               |                                 |                                 |   |                       |                                  |                                  |                                  |  |  |                         |                     |                     |                     |                         |   |  |                 |                 |                 |  |
|  | Bandera de El Oro                         | Orense                      |                                           |                       |                       |                                 |                                 |                                 |   |                       |                                  |                                  |                                  |  |  |                         |                     |                     |                     |                         |   |  |                 |                 |                 |  |
|  | Bandera de Santo Domingo de los Tsáchilas | Dep. Santo Domingo          | 3                                         |                       |                       |                                 |                                 |                                 |   |                       |                                  |                                  |                                  |  |  |                         |                     |                     |                     |                         |   |  |                 |                 |                 |  |
|  | Bandera de Santo Domingo de los Tsáchilas | Dep. Santo Domingo          | 3                                         |                       |                       |                                 |                                 |                                 |   |                       |                                  |                                  |                                  |  |  | El Nacional             | 2                   | 2                   | 4                   |                         |   |  |                 |                 |                 |  |
|  |                                           |                             |                                           |                       |                       |                                 |                                 |                                 |   |                       |                                  |                                  |                                  |  |  | El Nacional             | 2                   | 2                   | 4                   |                         |   |  |                 |                 |                 |  |
|  |                                           |                             | Bandera de Tungurahua                     | Mushuc Runa           | 1                     | 0                               | 1                               |                                 |   |                       |                                  |                                  |                                  |  |  |                         |                     |                     |                     |                         |   |  |                 |                 |                 |  |
|  | Bandera de Guayas                         | Barcelona                   | Bandera de Tungurahua                     | Mushuc Runa           | 1                     | 0                               | 1                               | 0                               |   |                       |                                  |                                  |                                  |  |  |                         |                     |                     |                     |                         |   |  |                 |                 |                 |  |
|  | Bandera de Guayas                         | Barcelona                   |                                           |                       |                       |                                 |                                 | 0                               |   |                       |                                  |                                  |                                  |  |  |                         |                     |                     |                     |                         |   |  |                 |                 |                 |  |
|  |                                           | Independiente Juniors       | 2                                         |                       |                       |                                 |                                 |                                 |   |                       |                                  |                                  |                                  |  |  |                         |                     |                     |                     |                         |   |  |                 |                 |                 |  |
|  |                                           | Independiente Juniors       | 2                                         |                       | Independiente Juniors | 0                               |                                 |                                 |   |                       |                                  |                                  |                                  |  |  |                         |                     |                     |                     |                         |   |  |                 |                 |                 |  |
|  |                                           |                             |                                           |                       | Independiente Juniors | 0                               |                                 |                                 |   |                       |                                  |                                  |                                  |  |  |                         |                     |                     |                     |                         |   |  |                 |                 |                 |  |
|  |                                           |                             | Bandera de Tungurahua                     | Mushuc Runa           | 1                     |                                 |                                 |                                 |   |                       |                                  |                                  |                                  |  |  |                         |                     |                     |                     |                         |   |  |                 |                 |                 |  |
|  | Bandera de Tungurahua                     | Mushuc Runa                 | Bandera de Tungurahua                     | Mushuc Runa           | 1                     | 0 (4)                           |                                 |                                 |   |                       |                                  |                                  |                                  |  |  |                         |                     |                     |                     |                         |   |  |                 |                 |                 |  |
|  | Bandera de Tungurahua                     | Mushuc Runa                 |                                           |                       |                       |                                 |                                 |                                 |   |                       |                                  |                                  |                                  |  |  |                         |                     |                     |                     |                         |   |  |                 |                 |                 |  |
|  | Bandera de Provincia de Imbabura          | Leones del Norte            | 0 (3)                                     |                       |                       |                                 |                                 |                                 |   |                       |                                  |                                  |                                  |  |  |                         |                     |                     |                     |                         |   |  |                 |                 |                 |  |
|  | Bandera de Provincia de Imbabura          | Leones del Norte            | 0 (3)                                     |                       |                       |                                 |                                 |                                 |   | Bandera de Tungurahua | Mushuc Runa                      | 2                                |                                  |  |  |                         |                     |                     |                     |                         |   |  |                 |                 |                 |  |
|  |                                           |                             |                                           |                       |                       |                                 |                                 |                                 |   | Bandera de Tungurahua | Mushuc Runa                      | 2                                |                                  |  |  |                         |                     |                     |                     |                         |   |  |                 |                 |                 |  |
|  |                                           |                             | Bandera de Loja                           | Libertad              | 1                     |                                 |                                 |                                 |   |                       |                                  |                                  |                                  |  |  |                         |                     |                     |                     |                         |   |  |                 |                 |                 |  |
|  |                                           | Aucas                       | Bandera de Loja                           | Libertad              | 1                     | 5                               |                                 |                                 |   |                       |                                  |                                  |                                  |  |  |                         |                     |                     |                     |                         |   |  |                 |                 |                 |  |
|  |                                           |                             |                                           |                       |                       | 5                               |                                 |                                 |   |                       |                                  |                                  |                                  |  |  |                         |                     |                     |                     |                         |   |  |                 |                 |                 |  |
|  | Bandera de Loja                           | La Castellana               | 1                                         |                       |                       |                                 |                                 |                                 |   |                       |                                  |                                  |                                  |  |  |                         |                     |                     |                     |                         |   |  |                 |                 |                 |  |
|  | Bandera de Loja                           | La Castellana               | 1                                         |                       |                       | Aucas                           | 0                               |                                 |   |                       |                                  |                                  |                                  |  |  |                         |                     |                     |                     |                         |   |  |                 |                 |                 |  |
|  |                                           |                             |                                           |                       |                       |                                 |                                 |                                 |   |                       |                                  |                                  |                                  |  |  |                         |                     |                     |                     |                         |   |  |                 |                 |                 |  |
|  |                                           |                             | Bandera de Loja                           | Libertad              | 1                     |                                 |                                 |                                 |   |                       |                                  |                                  |                                  |  |  |                         |                     |                     |                     |                         |   |  |                 |                 |                 |  |
|  | Bandera de Loja                           | Libertad                    | Bandera de Loja                           | Libertad              | 1                     | 2                               |                                 |                                 |   |                       |                                  |                                  |                                  |  |  |                         |                     |                     |                     |                         |   |  |                 |                 |                 |  |
|  | Bandera de Loja                           | Libertad                    |                                           |                       |                       |                                 |                                 |                                 |   |                       |                                  |                                  |                                  |  |  |                         |                     |                     |                     |                         |   |  |                 |                 |                 |  |
|  | Bandera de Morona Santiago                | Vicentino Dragons           | 0                                         |                       |                       |                                 |                                 |                                 |   |                       |                                  |                                  |                                  |  |  |                         |                     |                     |                     |                         |   |  |                 |                 |                 |  |
|  | Bandera de Morona Santiago                | Vicentino Dragons           | 0                                         |                       |                       |                                 |                                 |                                 |   |                       |                                  |                                  |                                  |  |  |                         |                     |                     |                     |                         |   |  |                 |                 |                 |  |
|  |                                           |                             |                                           |                       |                       |                                 |                                 |                                 |   |                       |                                  |                                  |                                  |  |  |                         |                     |                     |                     |                         |   |  |                 |                 |                 |  |

### Dieciseisavos de final
Esta fase la disputaron los 16 equipos de Serie A y los 16 equipos clasificados de la Segunda fase. Se enfrentaron entre el 19 de julio y 15 de agosto de 2024 a partido único en el estadio de los equipos clasificados de la fase anterior, clasificaron 16 equipos a los Octavos de final.
| Fecha        | Estadio                   | Local                   | Resultado      | Visitante               | Llave |
| ------------ | ------------------------- | ----------------------- | -------------- | ----------------------- | ----- |
| 19 de julio  | Reina del Cisne           | La Castellana           | 1 - 5          | Aucas                   | D7    |
| 20 de julio  | Crnl. José Silva Romo     | Baños Ciudad de Fuego   | 1 - 1 (1:3 p.) | El Nacional             | D3    |
| 21 de julio  | Olímpico de Ibarra        | Leones del Norte        | 0 - 0 (3:4 p.) | Mushuc Runa             | D6    |
| 21 de julio  | Jocay                     | Manta                   | 1 - 3          | Deportivo Cuenca        | D2    |
| 27 de julio  | Los Chirijos              | Santa Elena Sumpa       | 0 - 0 (9:8 p.) | Imbabura                | D16   |
| 27 de julio  | Olímpico Atahualpa        | Cuniburo                | 3 - 1          | Macará                  | D10   |
| 28 de julio  | Reales Tamarindos         | La Paz                  | 0 - 1          | Universidad Católica    | D15   |
| 28 de julio  | Banco Guayaquil           | Independiente Juniors   | 2 - 0          | Barcelona               | D5    |
| 29 de julio  | Crnl. José Silva Romo     | Vicentino Dragons       | 0 - 2          | Libertad                | D8    |
| 30 de julio  | 9 de Mayo                 | Bonita Banana           | 0 - 0 (0:3 p.) | Liga de Quito           | D1    |
| 31 de julio  | Fernando Guerrero         | Olmedo                  | 0 - 0 (2:3 p.) | Independiente del Valle | D9    |
| 5 de agosto  | Etho Vega Baquero         | Deportivo Santo Domingo | 3 - 1          | Orense                  | D4    |
| 6 de agosto  | Alejandro Serrano Aguilar | Liga de Cuenca          | 1 - 1 (3:5 p.) | Delfín                  | D11   |
| 7 de agosto  | Olímpico Atahualpa        | AV25                    | 1 - 1 (5:6 p.) | Emelec                  | D13   |
| 13 de agosto | Christian Benítez         | Guayaquil City          | 3 - 0          | Cumbayá                 | D12   |
| 15 de agosto | La Cocha                  | La Cantera              | 0 - 3          | Técnico Universitario   | D14   |

### Octavos de final
Esta fase la disputaron los 16 equipos clasificados de los Dieciseisavos de final. Se enfrentaron entre el 21 de agosto y el 8 de septiembre de 2024 a partido único en el estadio de los equipos de menor categoría o en caso de que los dos equipos pertenecían a la misma división se jugó en la sede del equipo con mejor ubicación en el ranking de clubes Conmebol 2024 o con mejor rendimiento en la temporada 2023, según correspondió; clasificaron 8 equipos a los cuartos de final.
| Fecha           | Estadio              | Local                   | Resultado      | Visitante               | Llave |
| --------------- | -------------------- | ----------------------- | -------------- | ----------------------- | ----- |
| 21 de agosto    | Los Chirijos         | Santa Elena Sumpa       | 1 - 4          | Universidad Católica    | O8    |
| 27 de agosto    | Banco Guayaquil      | Independiente Juniors   | 0 - 1          | Mushuc Runa             | O3    |
| 28 de agosto    | Rodrigo Paz Delgado  | Liga de Quito           | 3 - 0          | Deportivo Cuenca        | O1    |
| 29 de agosto    | Olímpico Atahualpa   | Cuniburo                | 1 - 2          | Independiente del Valle | O5    |
| 3 de septiembre | Etho Vega Baquero    | Deportivo Santo Domingo | 2 - 3          | El Nacional             | O2    |
| 4 de septiembre | Gonzalo Pozo Ripalda | Aucas                   | 0 - 1          | Libertad                | O4    |
| 7 de septiembre | Christian Benítez    | Guayaquil City          | 3 - 1          | Delfín                  | O6    |
| 8 de septiembre | George Capwell       | Emelec                  | 0 - 0 (2:3 p.) | Técnico Universitario   | O7    |

### Cuartos de final
Esta fase la disputaron los 8 equipos clasificados de los Octavos de final. Se enfrentaron entre el 19 de septiembre y 2 de octubre de 2024 a partido único en el estadio de los equipos de menor categoría o en caso de que los dos equipos pertenecían a la misma división se jugó en la sede del equipo con mejor ubicación en el ranking de clubes Conmebol 2024 o con mejor rendimiento en la temporada 2023, según correspondió. Clasificaron 4 equipos a las Semifinales.
| Fecha            | Estadio             | Local                | Resultado      | Visitante               | Llave |
| ---------------- | ------------------- | -------------------- | -------------- | ----------------------- | ----- |
| 19 de septiembre | Olímpico Atahualpa  | Universidad Católica | 2 - 2 (4:3 p.) | Técnico Universitario   | C4    |
| 24 de septiembre | Christian Benítez   | Guayaquil City       | 1 - 2          | Independiente del Valle | C3    |
| 26 de septiembre | La Cocha            | Mushuc Runa          | 2 - 1          | Libertad                | C2    |
| 2 de octubre     | Rodrigo Paz Delgado | Liga de Quito        | 0 - 0 (1:3 p.) | El Nacional             | C1    |

### Semifinales
Esta fase la disputaron los 4 equipos clasificados de los cuartos de final. Se enfrentaron entre el 22 y 31 de octubre de 2024 a partidos de ida y vuelta; la revancha se jugó en el estadio del equipo con mejor ubicación en el ranking Conmebol 2024 o mejor rendimiento en la temporada 2023, clasificaron 2 equipos a la Final.
| Fechas             | Local en la ida      | Global         | Local en la vuelta      | Ida   | Vuelta | Llave |
| ------------------ | -------------------- | -------------- | ----------------------- | ----- | ------ | ----- |
| 23 y 31 de octubre | Mushuc Runa          | 1 - 4          | El Nacional             | 1 - 2 | 0 - 2  | S1    |
| 22 y 29 de octubre | Universidad Católica | 2 - 2 (5:6 p.) | Independiente del Valle | 0 - 1 | 2 - 1  | S2    |

### Final
La Final la disputaron los 2 equipos clasificados de las Semifinales. Se enfrentaron el 27 de noviembre a partido único en estadio neutral. El ganador se consagró campeón y clasificó como Ecuador 4 a la Copa Libertadores 2025.
| Fecha           | Estadio             | Equipo 1                | Resultado | Equipo 2    |
| --------------- | ------------------- | ----------------------- | --------- | ----------- |
| 27 de noviembre | Rodrigo Paz Delgado | Independiente del Valle | 0 - 1     | El Nacional |

|                                |
|                                |
| Campeón El Nacional 2.º título |

## Estadísticas

### Goleadores
| N.° | Jugador           | Club                    | Goles |
| --- | ----------------- | ----------------------- | ----- |
| 1   | Edinson Mero      | Guayaquil City          | 6     |
| 2   | Jorge Ordóñez     | El Nacional             | 4     |
| 3   | José Fajardo      | Universidad Católica    | 3     |
| 3   | José Lugo         | Cuniburo                | 3     |
| 3   | Gabriel Cortez    | El Nacional             | 3     |
| 6   | Michael Hoyos     | Independiente del Valle | 2     |
| 6   | Joaquín Vergés    | Mushuc Runa             | 2     |
| 6   | Jefferson Caicedo | Técnico Universitario   | 2     |
| 6   | Job Belizaire     | Cuniburo                | 2     |
| 6   | Maelo Rentería    | Independiente Juniors   | 2     |

### Autogoles
| Fecha    | Jugador            | Club           | Resultado | Rival                   | Autogoles |
| -------- | ------------------ | -------------- | --------- | ----------------------- | --------- |
| 03/07/24 | Jandry Mero        | La Unión       | 1-3       | Bonita Banana           | Anotado   |
| 19/07/24 | Joel Rodríguez     | La Castellana  | 1-5       | Aucas                   | Anotado   |
| 27/07/24 | Jefferson Orejuela | Cuniburo       | 2-1       | Macará                  | Anotado   |
| 29/08/24 | Luis David Duque   | Cuniburo       | 1-2       | Independiente del Valle | Anotado   |
| 03/09/24 | José Flor          | El Nacional    | 3-2       | Deportivo Santo Domingo | Anotado   |
| 07/09/24 | Rodrigo Perea      | Guayaquil City | 3-1       | Delfín                  | Anotado   |

Fuente: FEF